# Pietro Aldobrandini
Pietro Aldobrandini (Roma, 31 de março de 1571 – Roma, 10 de fevereiro de 1621) foi um cardeal italiano e patrono das artes.

## Vida

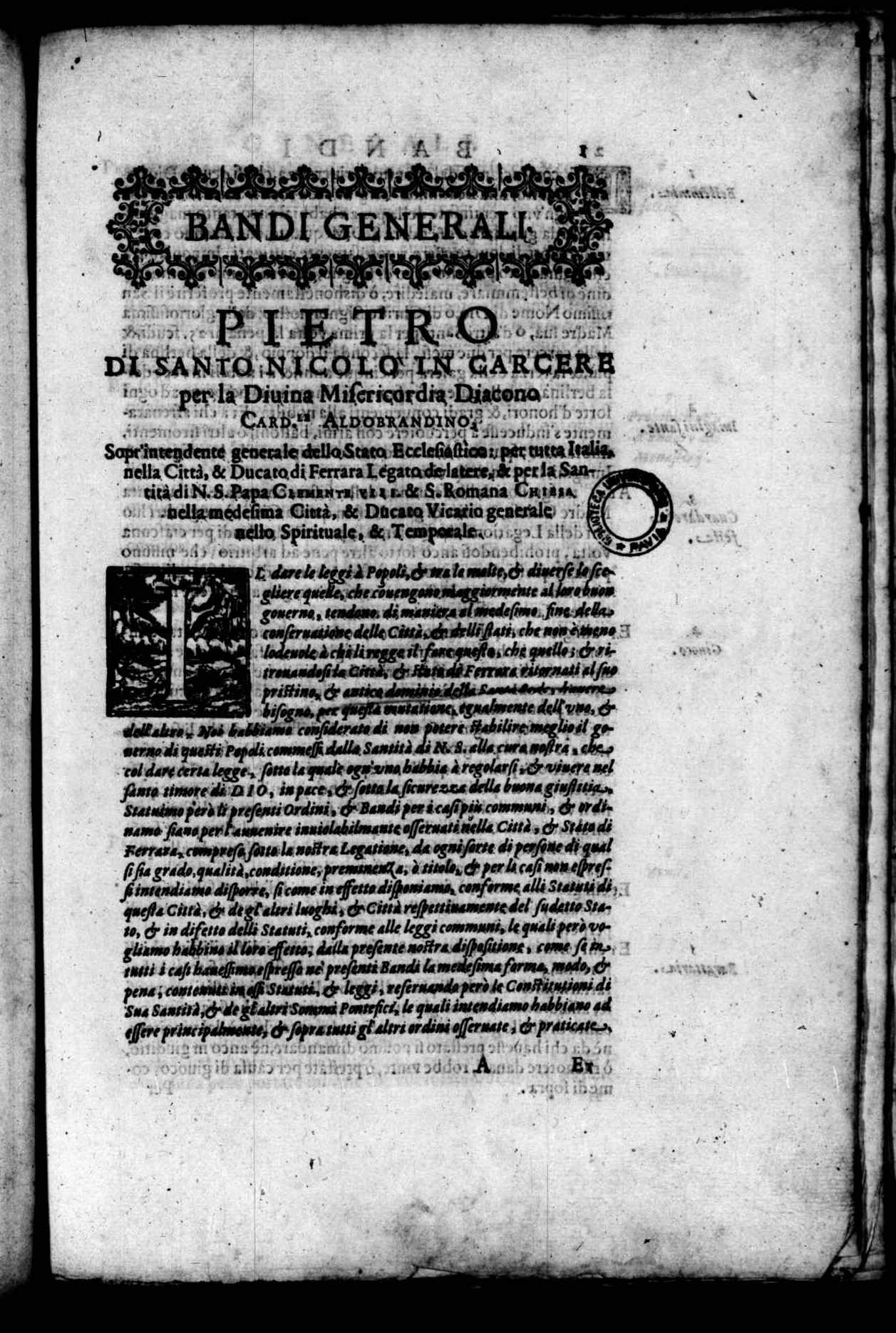
Bandi generali del cardinale Aldobrandino da osservarsi nella città, stato et legatione di Ferrara, 1598

Foi elevado muito novo (1593) a cardeal pelo tio, o Papa Clemente VIII. Tomou a cargo o Ducado de Ferrara em 1598 quando este reverteu para o controlo dos Estados Pontifícios. Tornou-se arcebispo de Ravena em 1604. Foi ele o Cardeal Camerlengo entre 1599 e a data da sua morte.
Comprou o Palazzo Doria Pamphilj, e gastou largas quantias neste e em outros edifícios, como a Villa Aldobrandini. Foi mecenas de Torquato Tasso e de Girolamo Frescobaldi.